# Rhamphomyia wuroentausi
Rhamphomyia wuroentausi är en tvåvingeart som beskrevs av Frey 1922. Rhamphomyia wuroentausi ingår i släktet Rhamphomyia och familjen dansflugor. Inga underarter finns listade i Catalogue of Life.